# Adam Hess
Adam Hess (* 4. dubna 1981) je americký basketbalista hrající v německé lize za tým Artland Dragons. Hraje na pozici křídla. Je vysoký 201 cm, váží 105 kg.
Adam Hess hrál v sezóně 2004–2005 a 2005–2006 českou Národní basketbalovou ligu za tým ČEZ Basketball Nymburk a v obou případech výrazně přispěl k zisku titulu mistra (celkem 1148 bodů, průměr cca 15 bodů na zápas). V létě 2006 se zúčastnil Vegas Summer League pořádané týmy NBA v dresu Phoenix Suns, ale nepodařilo se mu získat smlouvu v NBA, a proto v současné době hrál německou ligu.
V současné době je Hess v kádru francouzského Roanne, které je účastníkem prestižní Euroligy.